# Herrería de Compludo
La herrería de Compludo es una fragua de origen medieval situada en el valle de Compludo, en el municipio español de Ponferrada, en la comarca del Bierzo, provincia de León, comunidad autónoma de Castilla y León. 
Monumento nacional desde 1968, en ella se conservan el mazo, movido por una rueda hidráulica, y la fragua con trompa catalana, a la que inyecta aire según el principio de Venturi.
Se mantiene en funcionamiento gracias a la labor de conservación de varias generaciones de herreros, siendo un atractivo turístico para la zona.

## Ubicación
La herrería se ubica en el entorno cultural de la Tebaida leonesa, en una de las zonas más angostas de los montes Aquilianos, cercana a la localidad de Compludo, y en el cruce entre dos arroyos afluentes del río Meruelo.

## Historia

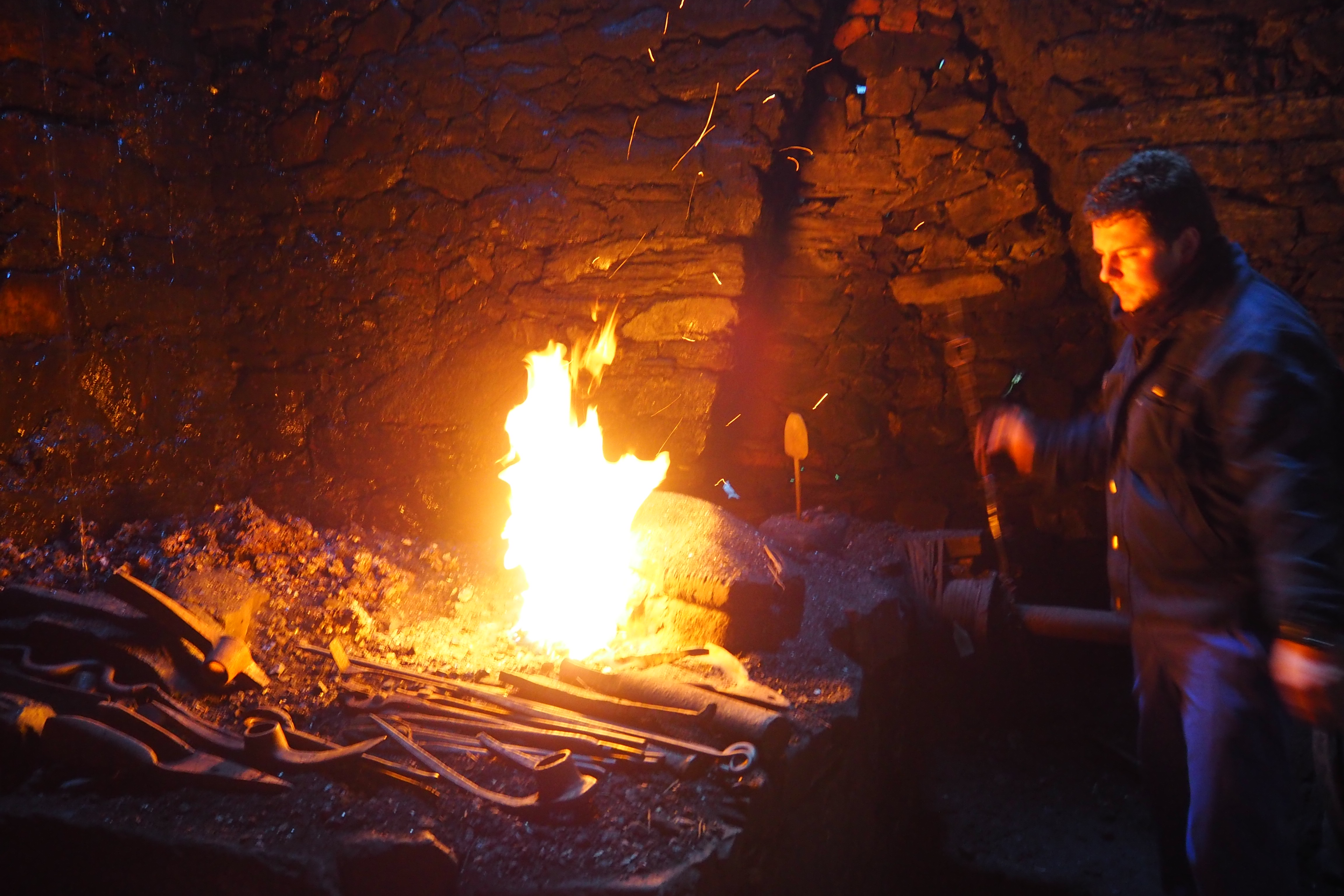
Interior de la herrería de Compludo

El origen de la herrería de Compludo está asociado al monasterio de Compludo, fundado por el obispo y eremita San Fructuoso en su llegada al Bierzo en el siglo VI. Si bien la herrería conservada no se correspondería con la antigua construcción medieval, los estudios indican que su origen está íntimamente relacionado con la actividad monástica de Compludo y otros monasterios cercanos, como Santiago de Peñalba y el monasterio de San Pedro de Montes.
La estructura y funcionamiento de la herrería proviene del siglo XIX. En 1968 fue catalogada como Monumento Nacional, evitando así su desaparición. En 2022 el Ayuntamiento de Ponferrada compró la herrería, pasando a ser un bien de dominio público.